# Lago Obersee (Arosa)
O Lago Obersee (Arosa) é um lago localizado no centro do município de Arosa, cantão de Grisons, Suíça. O lago tem uma área de 7,1 ha (18 acres) e encontra-se a uma altitude de 1734 m.